# Hlavní náměstí (Bratislava)
Hlavní náměstí v Bratislavě je veřejné prostranství, které vytváří centrální náměstí na Starém Městě v hlavním městě Slovenska v Bratislavě, jde o jedno z nejznámějších zdejších náměstí.
Nachází se v centru města vedle Františkánského náměstí, mezi ulicemi Sedlárska a Radničná.

## Historie
Za socialismu bylo pojmenováno námestie 4. apríla (česky: náměstí 4. dubna).
V minulosti se na místě současného Hlavního náměstí nalézalo tržiště.

## Významné objekty
Hlavní náměstí je mimořádně bohaté na historické a kulturní památky, nachází se zde několik paláců. Vůbec nejvýznamnějším objektem je patrně historická budova Staré radnice, v jednotlivých objektech sídlí velvyslanectví Japonského císařství, Řecka a Francie.
Stojí zde Palác Uherské eskontní a směnárenské banky, Paluďaiův palác, Aponiho palác tvořící část Staré radnice, Místodržitelský palác a Kutscherfeldův palác.

## Současnost
Na hlavním náměstí se od konce 20. století každoročně konají koncerty při příležitosti silvestrovských oslav a jiné
kulturní podniky, vánoční i velikonoční (a jiné) trhy.

## Fotogalerie

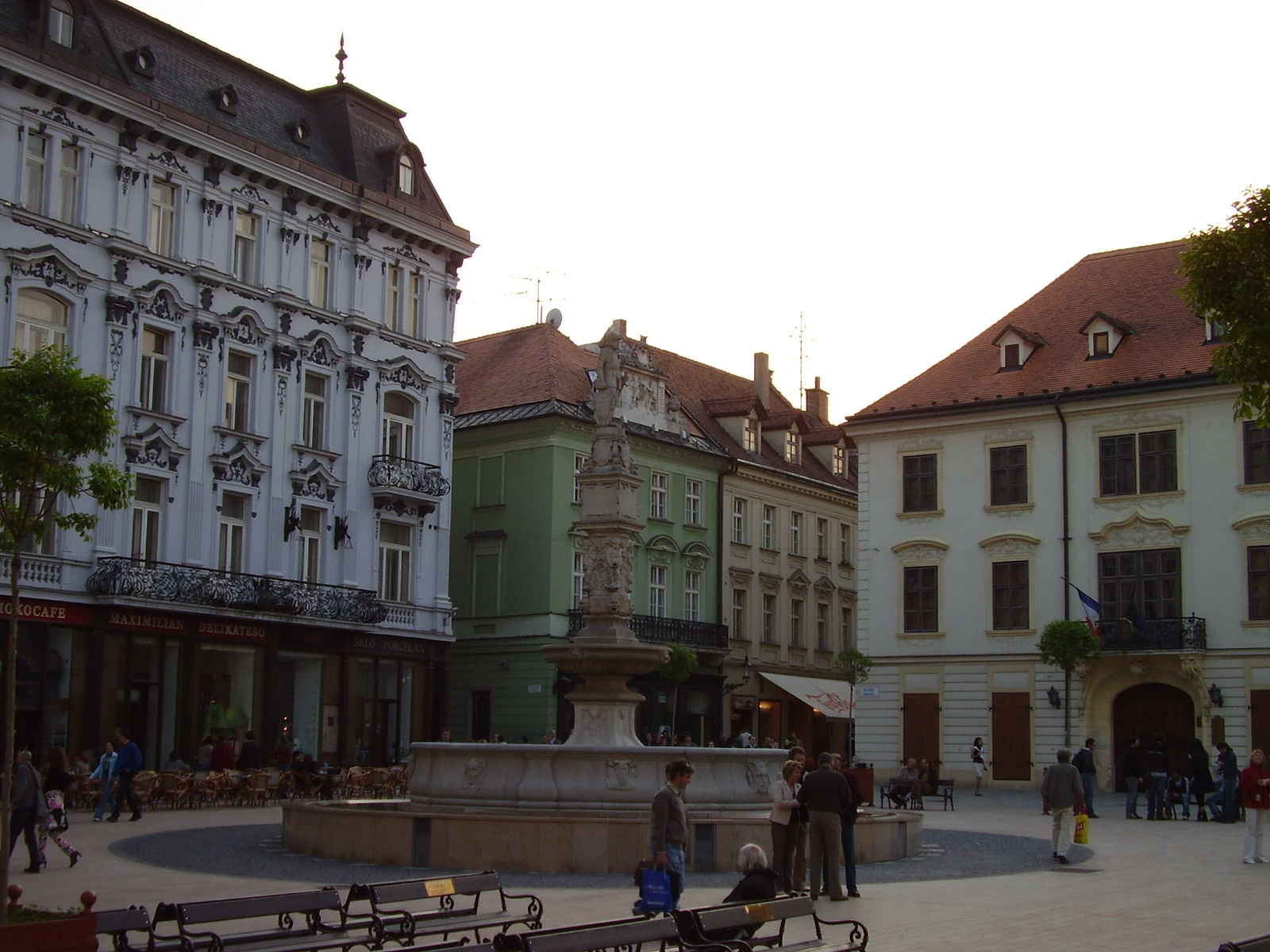
Rolandova fontána
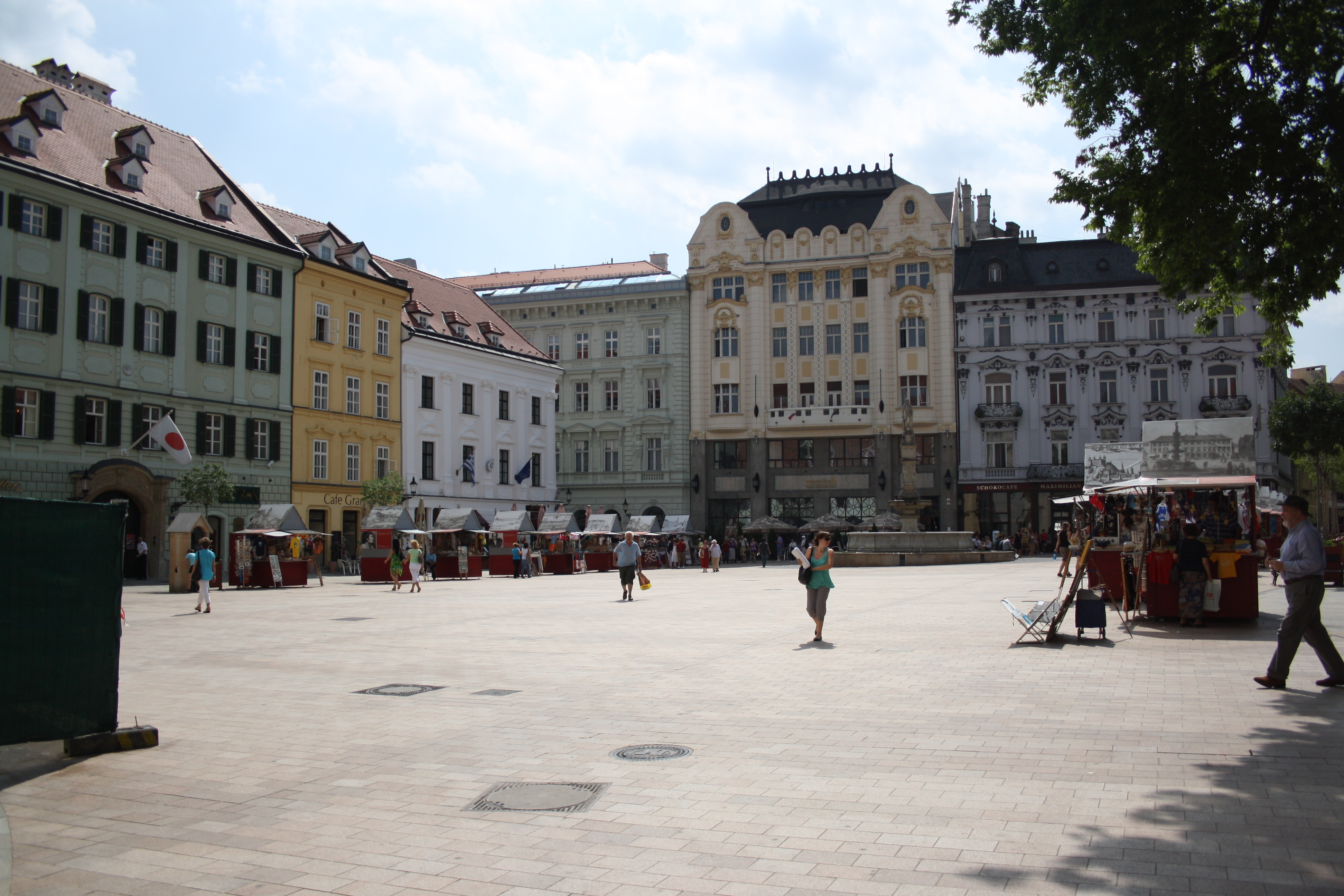
Hlavní náměstí ve dne
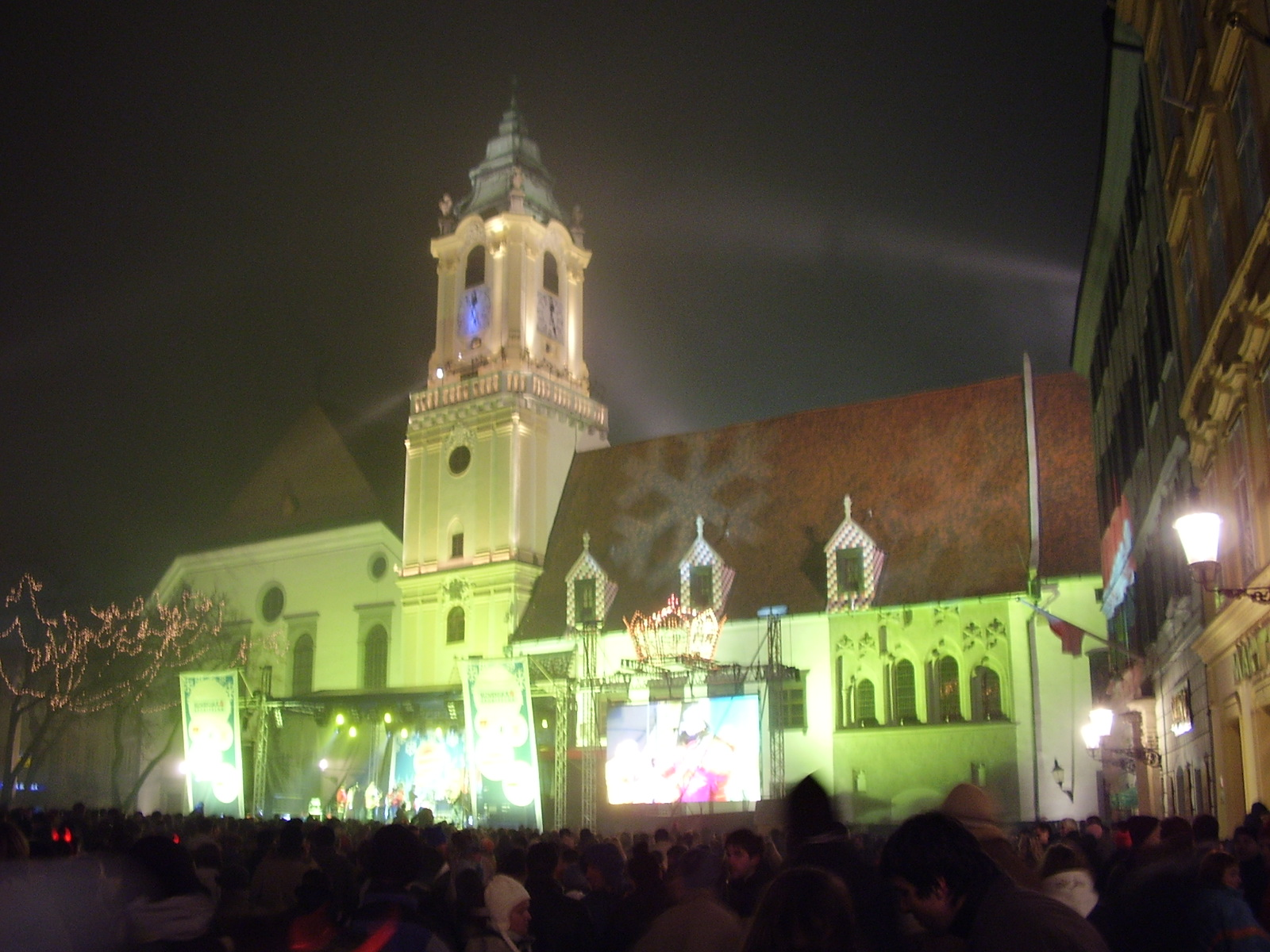
Hlavní náměstí na Silvestra v roce 2006
Hlavní náměstí - panorama
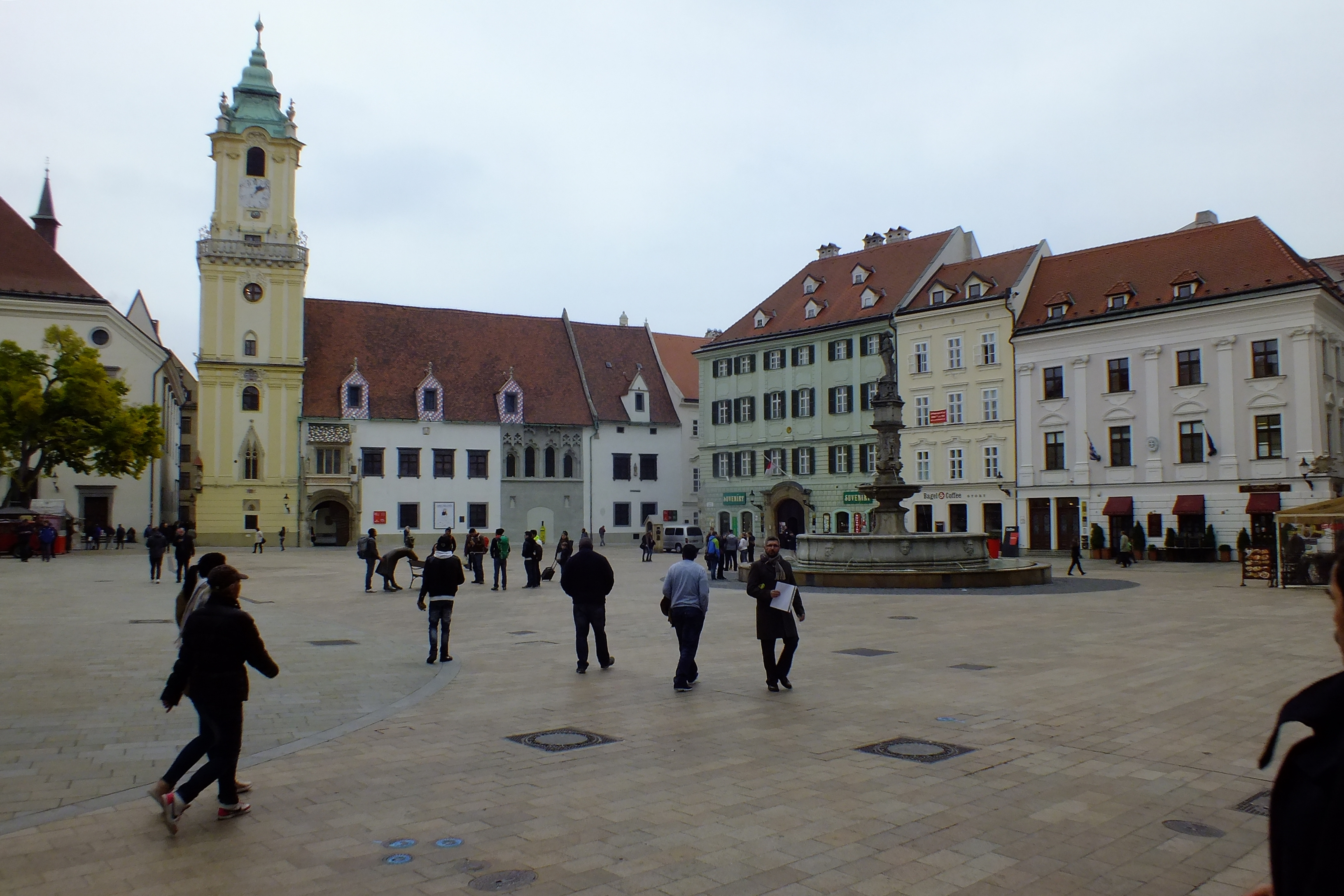
Hlavní náměstí s radnicí